# Штангей, Владимир Фокович
Владимир Фокович Штангей (укр. Володи́мир Фо́кович Штанге́й; 1895, с. Мошуров, Уманский уезд, Киевская губерния, Российская империя — 3 ноября 1937, Сандармох, Карельская Автономная Советская Социалистическая Республика, СССР) — украинский советский прозаик и журналист.

## Биография
Родился в бедной крестьянской семье. Участник Первой мировой войны. В 1914 году был мобилизован и отправлен на фронт. В 1915 году попал в немецкий плен, где пробыл более трёх лет.
После возвращения на родину попал в водоворот революционных событий. В Умани по инициативе эсеров был созван крестьянский съезд. на который он был избран делегатом.
В мае 1919 года, во времена Директории УНР, левый эсер Клименко организовал на Уманщине крестьянское восстание, в котором принял участие и будущий писатель.
После установления власти большевиков был избран народным судьей, а осенью 1919 года поступил в учительскую семинарию. В связи с реорганизацией этого заведения начал работать на ниве образования, позже учился в Киевской медицинской академии, однако вскоре заболел и вынужден был снова преподавать в сельских школах.
В 1924 году возглавил Уманское бюро рабселькоровской газеты «Рабоче-крестьянская правда». В следующем году вступил в ВКП(б) и переехал в Екатеринослав. Был на партийной работе. Позже, вновь в редакции газеты «Рабоче-крестьянская правда». В 1927 году перебрался в Харьков. Был заведующим отделом массово-политической работы клуба им. Блакитного.
1927 год стал знаменательным для писателя — появилась первая книга его рассказов «Батрачка». Затем увидели свет «Преступление в степи» и «Оскорбление» (1929). С 1930-го по 1932 год из-под пера его вышло шесть книг.
Принадлежал к активистам литературной организации крестьянских писателей Украины «Плуг», работал заместителем редактора одноименного журнала, редактировал журнал «Советская школа» (укр. «Радянська школа»).
6 декабря 1934 года был арестован по делу «боротьбистской контрреволюционной организации».
За два месяца ареста восемь раз давал показания. Арестованный признал свою «вину»: участие в эсеровском восстании и присутствие на эсеровском съезде, что квалифицировалось как контрреволюционная деятельность. К этому же харьковские сотрудники НКВД добавили мифическую подготовку к террористическому акту. Писателя в январе 1935 г. перевезли в Киев.
Выездной сессией Военной коллегии Верховного суда СССР в Киеве 27—28 марта 1935 г. осуждён по ст. 54-8-11 УК УССР на 10 лет лишения свободы. Отбывал наказание на Соловках. Особой тройкой НКВД 9 октября 1937 г. приговорён к высшей мере наказания. Расстрелян 3 ноября 1937 г. в Карелии (Сандармох).
Реабилитирован посмертно в 1956 году.

## Избранные произведения
- «Батрачка» (1927);
- «Злочин у степу»;
- «Образа» (1929);
- «Золотий»;
- «Межа» (1930);
- «Один день»;
- «Удруге народжені» (1931);
- «На землі»;
- «Том новел» (1932);
- «Один день» (1933).